# EuroBasket de 1957
O EuroBasket 1957 também conhecido por FIBA Campeonato Europeu de 1957 foi a décima edição da competição regional organizada pela FIBA Europa, sucursal na Europa da Federação Internacional de Basquetebol desta vez organizada em Sófia, Bulgária no Estádio Nacional Vasil Levski.